# Аджара
Аджара — горная вершина в Краснодарском крае в составе Главного Кавказского хребта.

## Описание
Расположена на стыке границ Абхазии и Краснодарского края, по соседству с массивом Кардывачей. У вершины находится исток реки Цахвоа. Высота составляет 2907 м (в другом источнике 2836 м).
В названии горной вершины абхазское слово «аджьар» означает культ, святилище. «Крестовая» гора. Другая версия происхождения названия также от абхазского слова «ажара» — «ясеневая».